# Austroclemmus saltensis
Austroclemmus saltensis is een keversoort uit de familie zwamkevers (Endomychidae). De wetenschappelijke naam van de soort werd in 1922 gepubliceerd door Julius Weise.